# George Kollias
George Kollias (nascido em 30 de agosto de 1977 em Corinto, Grécia) é um baterista de heavy metal, mais conhecido por seu trabalho junto à banda estadunidense de death metal Nile. Dos quatro bateristas que já passaram pela banda, ele é foi o primeiro a tocar todas as músicas em mais de um álbum, no Annihilation of the Wicked, no Ithyphallic, no Those Whom the Gods Detest e no At the Gate of Sethu. George começou a tocar bateria aos 12 anos de idade e alguns anos depois teve aulas com o baterista grego Yannis Stavropoulos. Além de tocar com o Nile, ele também dá aulas na Escola de Música Moderna em Atenas.

## Técnica
George ficou conhecido por usar apenas um pedal na execução de blast beats, ao invés de dois pedais, que é a técnica comum entre os bateristas. Na faixa "Sacrifice Unto Sebek", do álbum Annihilation of the Wicked, ele faz uma blast beat a 256 bpm; no álbum Ithyphallic, a faixa "Papyrus Containing the Spell (...)" atinge 271 bpm, de acordo com o produtor Neil Kernon. No DVD-aula de George, ele executa semicolcheias a 280 bpm, o mesmo andamento do início da faixa "Kafir!" do álbum Those Whom the Gods Detest. Tal velocidade é obtida através de uma técnica única com os pés, onde ele deixa os calcanhares suspensos e executa movimentos curtos utilizando apenas os tornozelos, ao mesmo tempo em que gira os calcanhares de um lado a outro. Esta técnica é chamada de "Swivel".

## Discografia
Com Nile
- Annihilation of the Wicked (2005)
- Ithyphallic (2007)
- Those Whom the Gods Detest (2009)
- At the Gate of Sethu (2012)
- What Should Not Be Unearthed (2015)

Com Cerebrum
- Spectral Extravagance (2009)

Com Sickening Horror
- When Landscapes Bled Backwards (2007)

Com Nightfall
- I Am Jesus (2003)
- Lyssa: Rural Gods and Astonishing Punishments (2004)

Com Extremity Obsession
- Extremity Obsession (Demo, 1996)
- Everlasting (Demo, 1997)

Com Deus Infestus
- Swansongs For This Stillborn Race (2010)

Lançamentos pessoais
- Intense Metal Drumming DVD (DVD, 2008)
- Intense Metal Drumming II DVD (DVD, 2012)
- Invictus (2015)

Com Lyraka
- Lyraka Volume 2 (2013)

Com ADE
- Spartacus (2012)

Com Týr
- Valkyrja (2013)

## Equipamento
| - Pearl Masterworks Series Piano Black - 22 x 18 Kick - 08 x 07 Tom - 10 x 08 Tom - 12 x 09 Tom - 13 x 10 Tom - 14 x 12 Tom (left side) - 14 x 14 Floor Tom - 16 x 16 Floor Tom - 14 x 6,5 Snare - 12 x 5 Snare - Vic Firth Drumsticks - American Classic 5AN - Pearl Hardware - DR-503C, DR-501C and RJ-50 complete Rack System. - DP-2002 Powershift Eliminator Double Pedal - H-2000 Eliminator Hi Hat Stand. - RH-2000 Eliminator Remote Hi Hat Stand - CLH-1000 Hi Hat Arms - S-2000 Snare Stand - B-1000 Boom Stands - CH-1000 Boom Arms - PCX-100 and PCX-200 Pipe Clamps - D-1000 Roadster Throne - TH-2000I and TH-2000S Tom Holders - OptiMount Suspension System for all toms - AX-20, AX-25 and AX-28 Adapters - UX-80 Universal Clamp - Extreme Isolation Headphones | - Sabian Cymbals - AAX Stage Hats 14" - AAX Metal Ride 20" - HHX Evolution Mini-Chinese 14" - Max Splash 07" - AAX Splash 10" - AA Mini Hats 10" - AA Mini Hats 12" - AAX Dark Crash 17" - AAX X-Plosion Crash 18" - AAX Stage Hats 13" - AAX Metal Ride 22" - AAX X-Treme Chinese 19" - HH China Kang Chinese 08" - AAX Dark Crash 17" - AAX X-Treme Chinese 17" - Axis Percussion - 2 Axis A Longboards - Axis A Longboard on Foot Snare - Axis A Longboard on Ribbon Crasher - Evans Drumheads - BD22GB2 - 22" EQ2 Batter Clear - BD22RB - 22" EQ3 Resonant Black - EQPAF1 - AF Patch - Kevlar Single Pedal - B14G1RD - 14" Power Center Reverse Dot - S14H30 - 14" Hazy 300 - B1420 - 14" Blasters series Snare - 20 Strand - TT12G2 - 12" G2 Clear - TT12G1 - 12" G1 Clear - DADK - Magnetic Head Key - RF12D - 12" 2-Sided Speed/Workout Pad - Axis Bass Drum Triggers |